# Карл Франц граф фон Мансфелд-Фордерорт
Карл Франц Адам Антон фон Мансфелд-Фордерорт (на немски: Karl Franz Adam Anton Graf von Mansfeld zu Vorderort, Fürst von Fondi; * 2 ноември 1678, Виена; † 19 юли 1717, Прага) е граф на Мансфелд-Фордерорт и от 1715 г. 2. княз на Фонди в провинция Латина, регион Лацио, Централна Италия.

## Произход
Той е син на главния дворцов майстер на императрицата граф Франц Максимилиан фон Мансфелд-Фордерорт (1639 – 1692) и съпругата му графиня Мария Анна Елизабет фон Харах-Рорау (1643 – 1698), внучка на граф Карл фон Харах (1570 – 1628), дъщеря на граф Карл Леонхард I (VII) фон Харах-Рорау (1594 – 1645) и графиня Мария Франциска фон Егенберг (1607 – 1679). Внук е на граф Бруно III фон Мансфелд(1576 – 1644) и фрайин Мария Магдалена фон Тьоринг-Зеефелд († 1668).
Със смъртта на внукът му Йозеф Венцел Йохан Непомук фон Мансфелд (* 12 септември 1735; † 31 март 1780), 4. княз на Мансфелд (1780), граф на Фонди, който катастрофира с карета, родът изчезва по мъжка линия през 1780 г.

## Фамилия
Карл Франц фон Мансфелд-Фордерорт се жени на 31 май 1703 г. във Виена за първата си братовчедка си Мария Елеонора фон Мансфелд (* 16 октомври 1682; † 24 май 1747), дъщеря на чичо му граф Хайнрих Франц фон Мансфелд (1640– 1715), княз на Фонди, и графиня Мария Луиза д' Аспремон-Нантевил (1652 – 1692). Те имат децата:
- Мария Антония Елизабет Виктория (* 3 октомври 1705; † 5 март 1748, Мюнхен), омъжена ноември 1725 г. за граф Йохан Венцел фон Кайзерщайн († 20 юни 1728), син на фрайхер Йохан Баптист фон Кайзерщайн и фрайин Густава Йохана фон Фенинген
- Мария Франциска (* 28 декември 1707; † 29 януари 1743, Виена), омъжена на 19 октомври 1730 г. за 2. княз Йохан Вилхелм фон Траутзон-Фалкенщайн (* 5 януари 1700, Виена; † 31 май 1775, Виена), син на княз Йохан Леополд Донат фон Траутзон, граф фон Фалкенщайн (1659 – 1724) и графиня Мария Терезия Кристина Унгнад фон Вайсенволф († 1769)
- Мария Анна (* 2 януари 1709)
- Мария Елеонора (* 28 август 1710; † 10 септември 1761, Брюн/Бърно), омъжена I. на 6 февруари 1735 г. в Прага за граф Йозеф Вацлав фон Врбна и Фройдентал (* 13 септември 1716, Лигниц; † 22 ноември 1757 в битка при Бреслау), II. на 20 януари 1758 г. за граф Франтишек/Франц Карел Котулински з Котулина (* 27 ноември 1706; † 5 май 1772 или 1774, Нойдау)
- Хайнрих Паул Франц II фон Мансфелд-Фордерорт (* 6 юли 1712; † 15 февруари 1780, Прага), граф на Мансфелд-Фордерорт, 3. княз на Мансфелд (1717 – 1780), княз на Фонди (1751), женен I. на 4 декември 1734 г. за графиня Мария Йозефа фон Тун-Хоенщайн (* 9 септември 1714; † 17 септември 1740), II. на 9 април 1741 г. в Прага за графиня Мария Йозефа Чернинова з Худениц (* 19 юни 1722; † 15 януари 1772, Прага)
- две дъщери (умират млади)